# Porphyrolaema porphyrolaema
Porphyrolaema porphyrolaema е вид птица от семейство Котингови (Cotingidae), единствен представител на род Porphyrolaema.

## Разпространение
Видът е разпространен в Боливия, Бразилия, Еквадор, Колумбия и Перу.